# 安戈爾

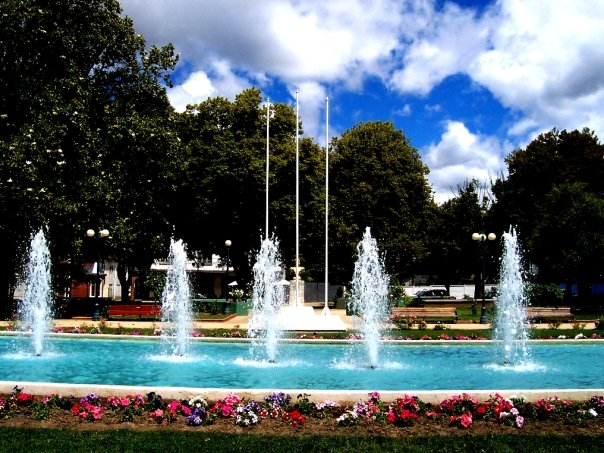

安戈爾是智利的城市，位於該國中部，由阿勞卡尼亞大區負責管轄，始建於1862年12月6日，面積1,194平方公里，海拔高度65米，2002年人口48,996，人口密度為每平方公里41人。

## 外部連結
- 官方网站 （西班牙文）
- The community on internet （页面存档备份，存于）